# Мајкл Кремер
Мајкл Роберт Кремер (енгл. Michael Kremer, 12. новембар 1964)  је амерички развојни економиста који је универзитетски професор економије и јавне политике на Универзитету у Чикагу .  Оснивачки је директор Лабораторије за развојне иновације на Економском институту Бекер Фридман. Кремер је радио као Гејтс професор друштва у развоју на Универзитету Харвард до 2020. Године 2019. заједно је награђен Нобеловом Меморијалном наградом за економију, заједно са Естер Дуфло и Абхиџитом Банерџијем,  „за њихов експериментални приступ ублажавању глобалног сиромаштва “. 

## Рани живот и образовање
Мајкл Роберт Кремер је рођен 1964. у породици Јуџина и Саре Лилијан (рођена Кимел) Кремер у Њујорку. Његов отац, Јуџин Кремер, био је син јеврејских имиграната у САД из Аустро-Пољске. Његова мајка Сара Лилијан Кремер била је професор енглеске књижевности, која се специјализовала за америчку јеврејску књижевност и књижевност о холокаусту. Њени родитељи су били јеврејски имигранти у САД из Пољске.  Дипломирао је на Универзитету Харвард (АБ на друштвеним студијама 1985. и докторирао економију 1992.). 

## Каријера
Кремер је био постдокторски сарадник на Масачусетском технолошком институту (МИТ) од 1992. до 1993. године, гостујући доцент на Универзитету у Чикагу у пролеће 1993. и професор на МИТ-у од 1993. до 1999. године. Од 1999. до 2020. године био је професор на Универзитету Харвард . Придружио се факултету на Универзитету у Чикагу као професор на одељењу за економију Kenneth C. Griffin, колеџу и Харис школи јавне политике 1. септембра 2020. 
Кремер је фокусирао своје истраживање на смањење сиромаштва, често када се то односи на економију образовања и здравствену економију .  Радећи са Абхиџитом Банерџијем и Естер Дуфло (са којима је поделио Нобелову меморијалну награду за економију 2019), помогао је да се утврди ефикасност рандомизованих контролисаних испитивања за тестирање предложених мера против сиромаштва.  Описујући Кремерову рану употребу пионирских експерименталних метода, Дуфло је рекао да је Кремер „био ту од самог почетка и да је преузео огромне ризике. . . . Он је визионар.” 
Кремер је члан Америчке академије наука и уметности,  добитник је стипендије Макартур (1997)  и стипендије Председничког факултета, а Светски економски форум га је прогласио за младог глобалног лидера.  Он је истраживачки сарадник у Innovations for Poverty Action(IPA),  истраживачкој организацији са седиштем у Њу Хејвену, Конектикат, која је посвећена креирању и процени решења друштвених и међународних развојних проблема. Кремер је члан Giving What We Can, ефикасне организације за алтруизам чији се чланови обавезују да ће дати 10% свог прихода ефикасним добротворним организацијама.  Оснивач је и председник WorldTeach-а, организације са седиштем на Харварду, која поставља студенте и недавно дипломиране студенте као добровољне наставнике на летњим и једногодишњим програмима у земљама у развоју широм света. Такође је суоснивач Precision Development (PxD), непрофитне организације која користи глобалну појаву мобилног телефона за пружање дигиталних агрономских саветодавних услуга малим пољопривредницима у великом обиму. 
Кремер је започео напредну тржишну посвећеност, која се фокусира на стварање подстицајних механизама за подстицање развоја вакцина за употребу у земљама у развоју, и коришћење рандомизованих испитивања за процену интервенција у друштвеним наукама. Он је створио добро познату економску теорију о комплементарности вештина названу Кремерова теорија О-прстена економског развоја .  Кремер је 2000. године, заједно са Чарлсом Моркомом, објавио студију у којој препоручује да се владе боре против криволова слонова тако што ће гомилати залихе слоноваче и тако да могу проактивно преплавити тржиште ако популација слонова опадне превише. 
У свом нашироко цитираном раду „Раст становништва и технолошке промене: милион пре нове ере до 1990. године“, Кремер је проучавао економске промене у последњих милион година.  Открио је да се економски раст повећава са растом становништва.
Кремер је водио панел о реформи образовних система на Недељи раста Међународног центра за раст 2010.  Почетком 2021. године, Г20 га је именовао у Независну комисију високог нивоа (HLIP) за финансирање глобалних добара за спремност и одговор на пандемију, којом су копредседавали Ngozi Okonjo-Iweala, Tharman Shanmugaratnam и Lawrence Summers. 

## Награде
- 2019 - Нобелова меморијална награда за економске науке, заједно са истраживачима Абхиџитом Банерџијем и Естер Дуфло, "за њихов експериментални приступ ублажавању глобалног сиромаштва". [21]
- 2018 – Награда Boris Mints Institute за истраживање стратешких политичких решења за глобалне изазове [22]
- 2005 – Награда Kenneth J. Arrow за најбољи рад из здравствене економије, коју додељује Међународна асоцијација за економију здравља (IHEA) [23]

## Лични живот
Кремер је супруг економисте Rachel Glennerster.